# تقدم الحلفاء من باريس إلى نهر الراين
تقدم الحلفاء من باريس إلى نهر الراين، والمعروفة أيضًا باسم حملة خط سيغفريد، التي هي مرحلة من مراحل حملة جبهة أوروبا الغربية في الحرب العالمية الثانية.
تمتد هذه المرحلة من نهاية معركة نورماندي، أو ما يعرف بعملية أوفرلورد، «في 25 أغسطس 1944» التي تضم الهجوم الشتوي الألماني المضاد عبر الأردين «المعروف باسم معركة الثغرة» وعملية نوردويند (ريح الشمال) (في ألزاس ولورين) وحتى استعداد الحلفاء لعبور نهر الراين في الأشهر الأولى من عام 1945. وهذا يتوافق تقريبًا مع الحملات الرسمية للولايات المتحدة الأمريكية المعروفة بمسرح العمليات الأوروبية في راينلاند وأردن-ألزاس.

## خلفية
هُزمت القوات الألمانية خلال محاولة الحلفاء الخروج من نورماندي (اختراق النورماندي واجتياز الدفاعات الألمانية). تقدم الحلفاء بسرعة ضد عدو لم يقدم مقاومة تذكر. ولكن بعد تحرير باريس في أواخر أغسطس 1944، توقف الحلفاء لإعادة تجميع القوات والتنظيم قبل مواصلة تقدمهم من باريس إلى نهر الراين. سمح الإيقاف المؤقت للألمان بتدعيم خطوطهم، الأمر الذي لم يتمكنوا من فعله غرب باريس.
بحلول منتصف سبتمبر 1944، شكلت مجموعات جيوش الحلفاء الغربية الثلاث؛ المجموعة الحادية والعشرين للجيش الإنجليزي الكندي «بقيادة المشير الميداني السير برنارد مونتغمري» في الشمال، والمجموعة الثانية عشرة لجيش الولايات المتحدة الأمريكية «الفريق عمر برادلي» في الوسط، والمجموعة السادسة للجيش الفرنسي الأمريكي «الفريق جاكوب ديفيرز» في الجنوب، جبهة واسعة تحت قيادة القائد الأعلى لقوات الحلفاء، الجنرال دوايت أيزنهاور ومقره «إس إتش إيه إي أف» «القيادة العليا لقوات حملة الحلفاء».
في حين فضل كل من مونتغمري وبرادلي الهجمات المباشرة نسبيًا باتجاه ألمانيا «مع عرض كل من مونتغمري وبرادلي على أن يكونا رأس الحربة لمثل هذا الهجوم»، إلا أن الجنرال أيزنهاور عارض ذلك. بدلًا من ذلك، اختار إستراتيجية «جبهة واسعة»، والتي سمحت للحلفاء بكسب الأرض من الألمان المهزومين في جميع القطاعات، وسمحت لقوات الحلفاء المتقدمة بدعم بعضها البعض، والحد من صعوبة تموين القوات الأكثر تقدمًا.
لقد تسبب التقدم السريع عبر فرنسا في إجهاد لوجستي كبير، الذي ازداد سوءًا بسبب عدم وجود أي ميناء رئيسي بخلاف ميناء شيربورغ البعيد نسبيًا في غرب فرنسا. على الرغم من أن مدينة أنتويرب كانت تعتبر مفتاح حل المشكلات اللوجستية للحلفاء، فإن ميناءها لم يكن مفتوحًا للنقل البحري للحلفاء حتى يصبح مصب شخيلت خاليًا من القوات الألمانية. مع تقدم الحملة، شعر جميع المتحاربين، الحلفاء وكذلك الألمان، بآثار عدم وجود بدائل مناسبة لقوات الخط الأمامي.
كانت هناك عقبتان دفاعيتان رئيسيتان أمام الحلفاء. الأولى كانت الحواجز الطبيعية التي شكلتها أنهار شرق فرنسا. والثانية هي خط سيغفريد، الذي وقع تحت قيادة، إلى جانب جميع قوات الفيرماخت في الغرب، الفيلد مارشال غيرد فون رونتشتيت.

### اللوجستيات والتموين
على الرغم من أن الخروج من نورماندي استغرق وقتًا أطول من المخطط له، فإن التقدمات حتى شهر سبتمبر تجاوزت التوقعات بكثير. على سبيل المثال، كان لدى برادلي بحلول شهر سبتمبر أربع فرق أكثر مما كان مخططًا له وكانت جميع قواته على بعد 150 ميلًا «240 كيلو متر» متقدمة على موقعهم المتوقع. وكان أحد الآثار لهذا الأمر هو عدم إمكانية إيصال إمدادات كافية إلى الجبهات المختلفة للحفاظ على التقدم: فقد تجاوز الطلب الاحتياجات المتوقعة.
كان لا يزال يتعين جلب الكثير من العتاد الحربي إلى الشاطئ نحو جميع شواطئ الاجتياح ومن خلال ميناء ميلبيري الوحيد المتبقي (دُمر الآخر في عاصفة بحر المانش). على الرغم من استخدام الموانئ الصغيرة، مثل إيزيغني (بالفرنسية إيزنييه)، و«بورت-أون-بيسيين»، وكورسيل، فإن الموانئ الأمامية الرئيسية مثل كاليه وبولوني ودونكيرك ولو هافر إما مازالت في أيدي الألمان كـ«حصون» أو دُمرت بصورة منهجية. كان توافر ميناء شيربورغ قيمًا إلى أن حدث الاختراق (اختراق النورماندي)، ولكن بعد ذلك أصبح النقص في وسائل النقل لإيصال الإمدادات إلى الجيوش المتقدمة بسرعة هو العامل المحدد.
على الرغم من ضخ الوقود بنجاح من بريطانيا إلى نورماندي عبر خط أنابيب «بلوتو»، فإنه كان لا يزال يتعين إيصاله إلى الجبهات، التي كانت تتقدم بشكل أسرع من تمديد خطوط الأنابيب. دُمرت السكك الحديدية إلى حد كبير بسبب هجمات الحلفاء وستتطلب الكثير من الجهد لإصلاحها، لذلك كانت هناك حاجة إلى أساطيل من الشاحنات في هذه المرحلة. في محاولة لمعالجة هذا النقص الحاد في وسائل النقل، جُردت ثلاث من فرق المشاة الأمريكية التي وصلت حديثًا، الفرقة 26 والفرقة 95 والفرقة 104، من شاحناتهم من أجل نقل الإمدادات. تركت الفرق المتقدمة من مجموعة الجيوش العسكرية الثانية عشر للولايات المتحدة جميع مدفعيتها الثقيلة ونصف مدفعيتها المتوسطة غرب نهر السين، محررة شاحناتها لنقل الإمدادات إلى وحدات أخرى. أُعيرت أربع سرايا شاحنات بريطانية للأميركيين. لسوء الحظ، اكتُشف أن 1500 من الشاحنات البريطانية الأخرى لديها عيوب حرجة في المحرك وكانت غير صالحة للاستعمال، مما يحد من الاستفادة من هذا القسم (الربع). كانت قافلة شحن «ريد بول إيكسبريس» محاولة لتسريع عمليات التسليم بواسطة الشاحنات ولكن السعة كانت غير كافية بالنسبة للظروف.
زُودت مجموعة الجيوش السادسة التي تتقدم من جنوب فرنسا بالمؤن بشكل كاف من تولون ومارسيليا لأنها استولت على موانئ سليمة وكان نظام السكك الحديدية المحلي أقل تضررًا من الأنظمة الأخرى. زود هذا المصدر الحلفاء بحوالي 25% من احتياجاتهم من المؤن.
يُعتقد أن منظمة الإمداد بالمؤن الخاصة بالولايات المتحدة -منطقة الاتصالات «كومز» (منطقة إدارة لمسرح العمليات خلف الخطوط ولكن ملاصقة لها)- قد فشلت بإيجاد حلول بسرعة وبأنها كانت بيروقراطية أكثر من اللازم، ويعمل بها 11,000 موظف. انتقد الجنرالات الأمريكيون الآخرون بشدة كومز وقائدها الجنرال «جون س. إتش لي». أدى الفشل في تزويد الوحدات الأمامية بالمؤن إلى ترتيبات غير رسمية، مع قيام الوحدات المنهكة القوى «بتحويل» الموارد المخصصة للآخرين. شعر الجنرال أيزنهاور بأنه لا يستطيع ممارسة سلطته على كومز لأنها كانت تتبع لسلطة واشنطن المباشرة وليس لسلطة «إس إيتش إيه إي أف»، ولكن تعرض أيزنهاور لانتقادات لعدم ممارسته المزيد من الضغط والتأثير بالنسبة للذي قام به آنذاك.
في هذا الوقت، كانت ما زالت خطوط الإمداد الرئيسية التابعة للحلفاء تعود إلى نورماندي، مما مثل طرح مشكلات لوجستية خطيرة. كان الحل هو فتح ميناء أنتويرب. استولي على هذا الميناء الرئيسي في 4 سبتمبر وكان بنسبة 90% سليمًا، ولكن احتلال أنتويرب لم يكن كافيًا لأن المجموعة الحادية والعشرين للجيش فشلت في الوصول إلى البحر عن طريق تطهير مصب نهر سخيلدة (شخيلت). لذلك كان من غير الممكن استخدام الميناء حتى 29 نوفمبر بعد حملة مطولة قام بها الجيش الكندي الأول؛ في البداية كانت السيطرة على مصب النهر ضعيفة، لكن الجيش الألماني الخامس عشر سُمح للحفر فيه.